# Andy De Emmony
Pour les articles homonymes, voir De Emmony.
Andy De Emmony (parfois orthographié DeEmmony), né c. 1964 à Leicester (Royaume-Uni), est un réalisateur de télévision et de cinéma britannique,.

## Biographie
Andy De Emmony travaille principalement dans la comédie, notamment Red Dwarf VI, Father Ted, Spitting Image. Il a réalisé deux longs métrages, la suite de la comédie West is West et la comédie d'horreur Love Bite.

## Récompenses et distinctions
Andy De Emmony a remporté le BAFTA de la meilleure comédie (programme ou série) pour Father Ted (1999) et a été nommé pour son travail sur Spitting Image, Cutting It, The Canterbury Tales et Kenneth Williams : Fantabulosa !.